# Gare d'Uozumi
La gare d'Uozumi (魚住駅, Uozumi-eki) est une gare ferroviaire localisée dans la ville d'Akashi, dans la préfecture de Hyōgo au Japon. La gare est exploitée par la compagnie JR West, sur la Ligne Sanyō (Ligne JR Kobe). Le numéro de gare est JR-A76.

## Situation ferroviaire
Établie à 21 mètres d'altitude, la gare d'Uozumi est située au point kilométrique (PK) 29.1 de la ligne Sanyō.

## Histoire
Le 1er octobre 1961, la gare est inaugurée. Le 17 janvier 1995, la gare est fermée à cause du séisme de 1995 à Kobe. En 2003, la carte ICOCA devient utilisable en gare.
En 2014, la fréquentation journalière de la gare était de  11 086 personnes
| 2010   | 2011   | 2012   | 2013   | 2014   |
| 10 950 | 11 027 | 11 030 | 11 217 | 11 086 |

## Service des voyageurs

### Accueil
La gare dispose d'un guichet, ouvert tous les jours de 7 h à 20 h, de billetterie automatique verte pour l'achat de titres de transport pour shinkansen et train express. La carte ICOCA est également possible pour l’accès au portillon  d’accès aux quais.
La gare possède également un coin pour les consignes automatique.

### Desserte
La gare d'Uozumi est une gare disposant de deux quais et de deux voies. La desserte est effectuée par des trains rapides ou locaux.
| N° de voie | Ligne     | Direction         |
| ---------- | --------- | ----------------- |
| 1          | A JR Kobe | Sannomiya - Osaka |
| 2          | A JR Kobe | Kakogawa - Himeji |

Installations et desserte
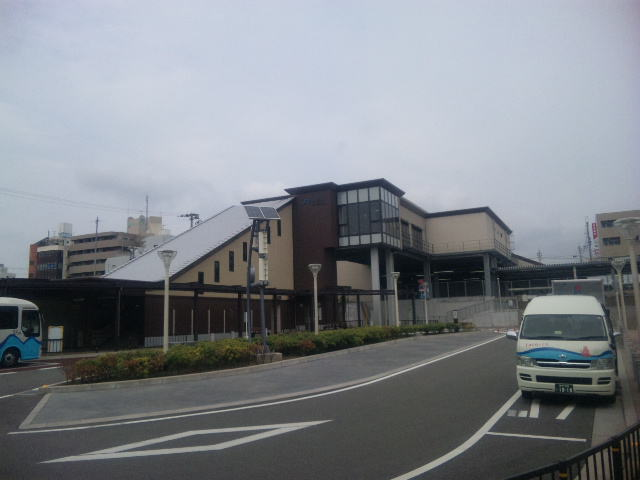
Local d’accès sud.
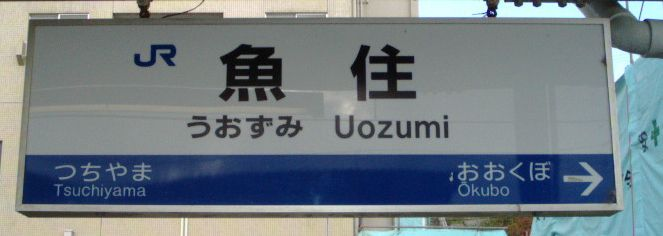
panneau d'affichage du nom de la gare.

### Intermodalité
Un arrêt de bus du réseau Shinki Bus et des bus Taco sont également disponibles près de la gare.